# Trenton Hassell
Trenton Lavar Hassell (Clarksville, 4 marzo 1979) è un ex cestista statunitense, professionista nella NBA.

## Carriera
Venne selezionato dai Chicago Bulls al secondo giro del Draft NBA 2001 (30ª scelta assoluta).
Quando giocava a Dallas venne scambiato assieme a Devin Harris, Keith Van Horn, Maurice Ager e DeSagana Diop con i New Jersey Nets e in cambio arrivarono a Dallas Jason Kidd, Antoine Wright e Malik Allen.